# Thrypticomyia marksae
Thrypticomyia marksae is een tweevleugelige uit de familie steltmuggen (Limoniidae). De soort komt voor in het Australaziatisch gebied.